# الصياح (السياني)

تعديل مصدري - تعديل

الصياح محلة تابعة لقرية وعل، التابعة لعزلة الدامغ بمديرية السياني إحدى مديريات محافظة إب في الجمهورية اليمنية.، بلغ تعداد سكانها 33 حسب تعداد اليمن لعام 2004.